# Lajos Faragó
Lajos Faragó   (Budapest, 3 d'agost de 1932 - Budapest, 13 de maig de 2019) fou un futbolista hongarès de la dècada de 1950 i entrenador de futbol.
Va competir als Jocs Olímpics d'estiu de 1960. Fou jugador i entrenador a Budapesti Honvéd.